# Praprot, Semič
Práprot je naselje v Sloveniji.